# Evangelisch-Lutherische Kirche in Lübeck

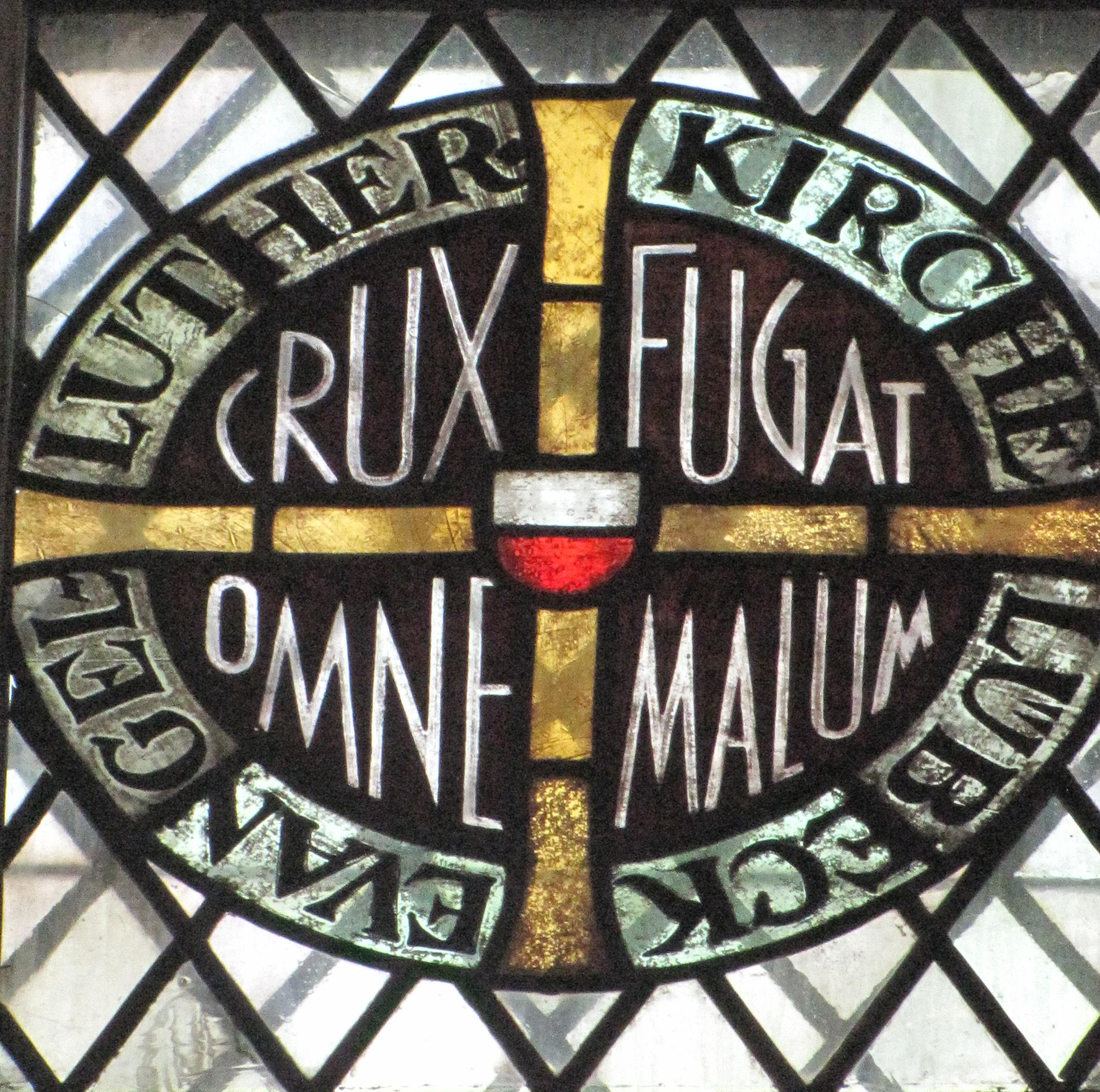
Siegelbild der Evangelisch-Lutherischen Kirche in Lübeck (nach 1945) als Glasmalerei in der Marienkirche

Die Evangelisch-Lutherische Kirche in Lübeck (Evangelisch-lutherische Kirche im Lübeckischen Staate bis 1937) war eine Landeskirche im Deutschen Reich. Dabei handelte es sich um die Kirche der Hansestadt Lübeck, die bis 1937 ein selbständiges Land des Deutschen Reiches war und dann ein Stadtkreis der preußischen Provinz Schleswig-Holstein wurde.
1948 war die Evangelisch-Lutherische Kirche in Lübeck Gründungsmitglied der Evangelischen Kirche in Deutschland (EKD) und gehörte auch zur Vereinigten Evangelisch-Lutherischen Kirche Deutschlands (VELKD).
Zum 1. Januar 1977 vereinigte sich die Evangelisch-Lutherische Kirche in Lübeck mit der Evangelisch-Lutherischen Kirche im Hamburgischen Staate, der Evangelisch-Lutherischen Landeskirche Schleswig-Holstein der Evangelisch-Lutherischen Landeskirche Eutin und dem Kirchenkreis Harburg der Evangelisch-Lutherischen Landeskirche Hannovers zur Nordelbischen Evangelisch-Lutherischen Kirche.

## Geschichte
Bereits 1163 war die Stadt Lübeck Sitz eines Bistums geworden. Ab 1530 wurde die Reformation nach lutherischem Bekenntnis eingeführt, so dass Lübeck über Jahrhunderte eine protestantische Stadt war. Das Gebiet der Stadt und das Kirchengebiet waren identisch. Später entstand auch eine reformierte Gemeinde, die jedoch nicht zur Landeskirche von Lübeck gehörte.
Die Verwaltung der Kirche in Lübeck und das Landesherrliche Kirchenregiment lagen bis 1918 beim Senat als Kollegium. 1895 hatte die Kirche eine Kirchenverfassung erhalten. Es wurde neu ein Kirchenrat als Leitungsgremium eingerichtet, der zunächst unter dem Vorsitz des Senators Heinrich Alphons Plessing stand. Diese Kirchenverfassung wurde 1921 in der Weise erneuert, dass der Senat auf das Kirchenregiment verzichtete. An der Spitze der Kirche stand fortan der von der Landessynode gewählte Senior, der ab 1934 den Titel „Bischof“ erhielt. Dieser übte die geistliche Leitung im Benehmen mit der Kirchenleitung aus. Die Landessynode wurde von den Gemeinden bestellt. Die Verwaltungsbehörde der Kirche war die Bischofskanzlei in Lübeck.
Bei den Kirchenwahlen 1933 gewannen die Deutschen Christen die Mehrheit. Der Bischof der Evangelisch-Lutherischen Kirche in Lübeck war einer von sieben evangelischen Bischöfen bzw. Landeskirchenpräsidenten, die am 17. Dezember 1941 die „Bekanntmachung über die kirchliche Stellung evangelischer Juden“ unterzeichneten:

„Die nationalsozialistische deutsche Führung hat mit zahlreichen Dokumenten unwiderleglich bewiesen, daß dieser Krieg in seinen weltweiten Ausmaßen von den Juden angezettelt worden ist. Sie hat deshalb im Innern wie nach außen die zur Sicherung des deutschen Lebens notwendigen Entscheidungen und Maßnahmen gegen das Judentum getroffen. Als Glieder der deutschen Volksgemeinschaft stehen die unterzeichneten deutschen evang. Landeskirchen in der Front dieses historischen Abwehrkampfes, der u. a. die Reichspolizei-Verordnung über die Kennzeichnung der Juden als der geborenen Welt- und Reichsfeinde notwendig gemacht hat, wie schon Dr. Martin Luther nach bitteren Erfahrungen die Forderung erhob, schärfste Maßnahmen gegen die Juden zu ergreifen und sie aus deutschen Landen auszuweisen. Von der Kreuzigung Christi bis zum heutigen Tage haben die Juden das Christentum bekämpft oder zur Erreichung ihrer eigennützigen Ziele mißbraucht und verfälscht. Durch die christliche Taufe wird an der rassischen Eigenart eines Juden, seiner Volkszugehörigkeit und seinem biologischen Sein nichts geändert. Eine deutsche evangelische Kirche hat das religiöse Leben deutscher Volksgenossen zu fördern. Rassejüdische Christen haben in ihr keinen Raum und kein Recht. Die unterzeichneten deutschen evangelischen Kirchenleiter haben deshalb jegliche Gemeinschaft mit Judenchristen aufgehoben. Sie sind entschlossen, keinerlei Einflüsse jüdischen Geistes auf das deutsche religiöse und kirchliche Leben zu dulden.“

Mit der Fusion von 1977, bei der sie insgesamt 31 Gemeinden umfasste, wurde die Evangelisch-Lutherische Kirche in Lübeck als Propstei (heute Kirchenkreis) ein Teil des neu umschriebenen „Sprengels Holstein-Lübeck“.

### Superintendenten der Lübeckischen Kirche
1. 1532–1548: Hermann Bonnus
2. 1553–1567: Valentin Curtius
3. 1575–1600: Andreas Pouchenius der Ältere
4. (1611) Christoph Butelius[2] (gewählt, vor Antritt des Amtes verstorben)
5. 1613–1622: Georg Stampelius
6. 1624–1643: Nikolaus Hunnius
7. 1646–1671: Meno Hanneken
8. 1675–1683: Samuel Pomarius
9. 1689–1698: August Pfeiffer
10. 1702–1728: Georg Heinrich Götze
11. 1730–1767: Johann Gottlob Carpzov
12. 1771–1774: Johann Andreas Cramer
13. 1779–1796: Johann Adolph Schinmeier

Danach wurde das Amt nicht mehr besetzt; die Leitungsaufgaben wurden durch den jeweiligen Senior des Geistlichen Ministeriums wahrgenommen.

### Senioren des Geistlichen Ministeriums
- –1574: Peter Christian von Friemersheim (St. Jakobi)
- 1574–1595: Georg Bart (St. Aegidien)
- 1596–1601: Gerhard Schröder (St. Petri)
- 1602–1614: Joachim Dobbin (Dom)
- 1614–1621: Heinrich Menne (St. Aegidien)
- 1621–1622: Johann Stolterfoht (St. Marien)
- 1622–1625: Hermann Wolff (St. Jakobi)
- 1625–1653: Adam Helms (St. Petri)
- 1653–1661: Gerhard Winter (St. Jakobi)
- 1661–1679: Daniel Lipstorp (Dom)
- 1679–1683: Heinrich Engenhagen (St. Jakobi)
- 1685–1688: Johann(es) Reich(e) (St. Aegidien)
- 1688–1700: Bernhard Krechting (St. Marien)
- 1700–1704: Thomas Honstedt (Dom)
- 1704–1706: Georg Ritter (St. Petri)
- 1706–1710: Johann Peter Stein (St. Aegidien)
- 1710–1719: Christoph Wendt (Dom)
- 1719–1743: Jacob von Melle (St. Marien)
- 1743–1751: Balthasar Gerhard Hanneken (Dom)
- 1752–1759: Heinrich Scharbau (St. Aegidien)
- 1759–1767: Georg Hermann Richerz (St. Jakobi)
- 1767–1787: Adde Bernhard Burghardi (St. Petri)
- 1787–1788: Peter Hermann Becker (St. Jakobi)
- 1788–1795: Bernhard Heinrich von der Hude (St. Marien)
- 1796–1829: Johann Heinrich Carstens (Dom)
- 1829–1846: Hermann Friedrich Behn (St. Petri)
- 1846–1892: Johann Carl Lindenberg (St. Aegidien)
- 1892–1909: Leopold Friedrich Ranke[3] (St. Marien)
- 1909–1914: Heinrich Lindenberg (St. Jakobi)
- 1914–1919: Johannes Becker (St. Marien)

Sowohl Hermann Friedrich Behn wie auch Johann Carl Lindenberg wurden vom Senat der Hansestadt Lübeck mit dessen höchster Auszeichnung des Senates, der Gedenkmünze Bene Merenti, geehrt.

### Senioren beziehungsweise Bischöfe der Lübeckischen Kirche
- 1919–1933: Johannes Evers, Senior (St. Marien)
- 1934–1945: Erwin Balzer, Bischof
- 1948–1955: Johannes Pautke, Bischof
- 1956–1972: Heinrich Meyer, Bischof
- 1972–1977: Karlheinz Stoll, Senior (Dom)

## Gesangbücher
- Lübeckisches Gesangbuch ebst Anfügung eines Gebeth-Buchs... Lübeck: Wiedemeyer

- 1726 Digitalisat
- 1729 Digitalisat; Gebetbuch Digitalisat

- Neues Lübeckisches Gesangbuch, zum öffentlichen Gottesdienste und zur häuslichen Andacht auf Verordnung Eines Hochedlen Hochw. Raths ausgefertiget von dem Lübeckischen Ministerio; Lübeck, 1790, neue Auflage ab 1821

- 1790 Digitalisat

- Lübeckisches evangelisch-lutherisches Gesangbuch für den öffentlichen Gottesdienst und die häusliche Andacht, auf Verordnung Eines Hohen Senates ausgefertigt durch das Ministerium; Lübeck, 1859
- Gesangbuch der Evangelisch-lutherischen Kirche im Lübeckischen Staate – Einheitsgesangbuch der Evangelisch-lutherischen Landeskirchen in Schleswig-Holstein-Lauenburg, Hamburg, Mecklenburg-Schwerin, Lübeck, Mecklenburg-Strelitz, Eutin, Lübeck; eingeführt 1930
- Evangelisches Kirchengesangbuch – Ausgabe für die Evangelisch-lutherischen Landeskirchen Schleswig-Holstein-Lauenburg, Hamburg, Lübeck und Eutin, Hamburg; ab 1950/53?